# Isaías Coelho
Isaías Coelho é um município brasileiro do estado do Piauí, localizado na mesorregião do Sudeste piauiense e também integrante da microrregião do Vale do Alto Médio Rio Canindé. Antes de tornar-se município, Isaías Coelho era um povoado do município de Simplício Mendes. Sua emancipação política ocorreu em 09 de dezembro de 1963, através da Lei Estadual nº 2549. Isaías Coelho se chamava Tamboril, antes de sua emancipação. A denominação de Isaías Coelho deu-se em homenagem ao ilustre médico piauiense: Isaías Rodrigues Coelho.  Quem nasce em Isaías Coelho, município do Piauí, é chamado de isaiense. 

## História
O município está localizado nos entornos adjacentes das antigas não mais existentes fazendas: "Fazenda Salinas", "Fazenda Caraíbas", "Fazenda Saco Dos Bois Del-Rei", "Fazenda Paulista", "Fazenda Serrinha", "Fazenda Cana-brava" e "Fazenda-Nova".
Foi a partir de uma feira que era frequentada pelos moradores destas fazendas que surgiu um povoado, que se chamava "Povoado Tamboril", assim nomeado pelos primeiros habitantes que alí se assentaram. Esse nome foi dado ao local pelo fato de que ao se estabelecerem, os primeiros habitantes encontraram um peixe da família do Tamboril no curso de um riacho afluente do Rio Canindé. Há também a suposição de que o nome "Tamboril" seja uma referência a uma espécie de planta de mesmo nome Tamboril (planta), sendo a referência do nome do peixe a mais provável. O povoado Tamboril pertencia ao município de Simplício Mendes, sede das localidades limítrofes.
Com o crescimento gradual do povoado Tamboril, foi construída uma pequena Igreja Católica e com essa igreja houve o consequente desenvolvimento desta feira, então surgiram no entorno alguns pequenos "quartos", para a venda de mercadorias provenientes da Bahia. No mesmo período começaram a ser construídas residências pelos moradores já na área povoada do que posteriormente seria a sede do município de Isaías Coelho. 
Em 1952, junto com a luta para emancipar o povoado Tamboril do município de Simplício Mendes, foi edificada uma nova Igreja sendo dedicada à Sant'Ana e São Joaquim, padroeiros do município. Somente em 1964 ocorreu de facto a emancipação política, já com o topónimo de Isaías Coelho. A divisão territorial entre os municípios de Simplício Mendes e Isaías Coelho só aconteceu em 31 de dezembro 1968, assim permanecendo em divisão territorial datada de 2005, segundo apontam dados do IBGE. 
Durante o processo de emancipação política em 1964, o povoado Tamboril foi elevado à categoria de município, com a denominação de "Isaías Coelho", pela lei estadual n.° 2549, de 09-12-1963, desmembrando-se do município de Simplício Mendes, recebendo assim o novo nome para evitar homonímia com o município de Tamboril do Piauí, que já existia no Estado.

## Origem do nome do município
O município de Isaías Coelho recebeu um novo nome como forma de homenagear um dos médicos da região, que se destacou pela sua bondade, caridade, generosidade, gênio forte e habilidade para resolver problemas em circunstâncias que nem sempre eram favoráveis, chamado Isaías Rodrigues Coelho.
Dados biográficos do homenageado
Isaías Rodrigues Coelho exerceu a medicina durante quase 50 anos e foi considerado um dos grandes médicos na região Nordeste do Brasil. Sua fama era muito conhecida pelo povo, especialmente nos sertões do Piauí, Bahia e Pernambuco. Em suas passagens por Petrolina, com destino a Salvador, ele demorava dias seguidos, atendendo muitos pacientes que, esperançosos, recorriam ao médico piauiense, em busca de cura. Isaías Rodrigues Coelho, formou-se em medicina pela Tradicional Faculdade de Medicina da Bahia em 27 de Dezembro de 1913, e era conhecido apenas por Dr. Isaías.
Isaías Rodrigues Coelho nasceu no dia 20 de outubro de 1890, no povoado Lagoas, então município de Oeiras, Piauí, depois incorporado ao município de Simplício Mendes; faleceu na noite de 21 de janeiro de 1960, em Teresina, e foi sepultado em Simplício Mendes, sob forte comoção popular.
Isaías Coelho tornou-se notório e foi homenageado. Em Simplício Mendes foi inaugurada a praça Isaías Coelho, com uma estátua do mesmo. Em 1990, na celebração do centenário do seu nascimento, as prefeituras de Isaías Coelho e de Simplício Mendes e o Instituto Histórico e Geográfico do Piauí publicaram o livro “Isaías Coelho – o centenário de um mestre”. Em 2006, foi publicado o livro “Isaías Coelho – o Esculápio do Sertão”, de autoria do engenheiro José Mendes de Sousa Moura, com apoio da Universidade Federal do Piauí e da Academia de Medicina do Piauí.

## Geografia
Localiza-se a uma latitude 07º44'16" sul e a uma longitude 41º40'34" oeste, estando a uma altitude de 260 metros. Em 2009, sua população estimada era de 8.043 habitantes, segundo o IBGE.